# Atomic (együttes)
Az Atomic egy miskolci thrash/speed metal zenekar volt, amely 1983 és 1996 között működött. Az énekes/gitáros Szilágyi Tamás volt.
Kezdetben magyar nyelvű dalokat írtak, majd angolra váltottak. 1989-ben szerepeltek a Black 'N' Speed Metal válogatáson. Egyetlen stúdióalbumukat Slashing Victory címmel a svájci Undertone Records adta ki 1994-ben. 1996 szeptemberében egy elektronikával dúsított groove metal lemezanyagot rögzítettek Separate Races címmel, de a második Atomic album már nem jelent meg, a zenekar pedig feloszlott. Szilágyi a szintén miskolci Rotor együttes tagja lett.
Az Atomic 2017 őszén jelentette be hivatalos Facebook oldalán, hogy több mint 20 év szünet után folytatják a közös zenélést. 2018 decemberében az addig kiadatlan Separate Races albumot a Metal ör Die Records jelentette meg CD-n, a már teljesen új dalokat tartalmazó Hate Transplant nagylemez pedig 2022 novemberében jelent meg.

## Diszkográfia
- Black 'N' Speed Metal (válogatás, 1989)
- Slashing Victory (1994)
- Separate Races (2018, felvétel: 1996)
- Hate Transplant (2022)

## További információ
- Hivatalos Facebook oldal